# Lista de singles número um na Billboard Hot 100 em 1997

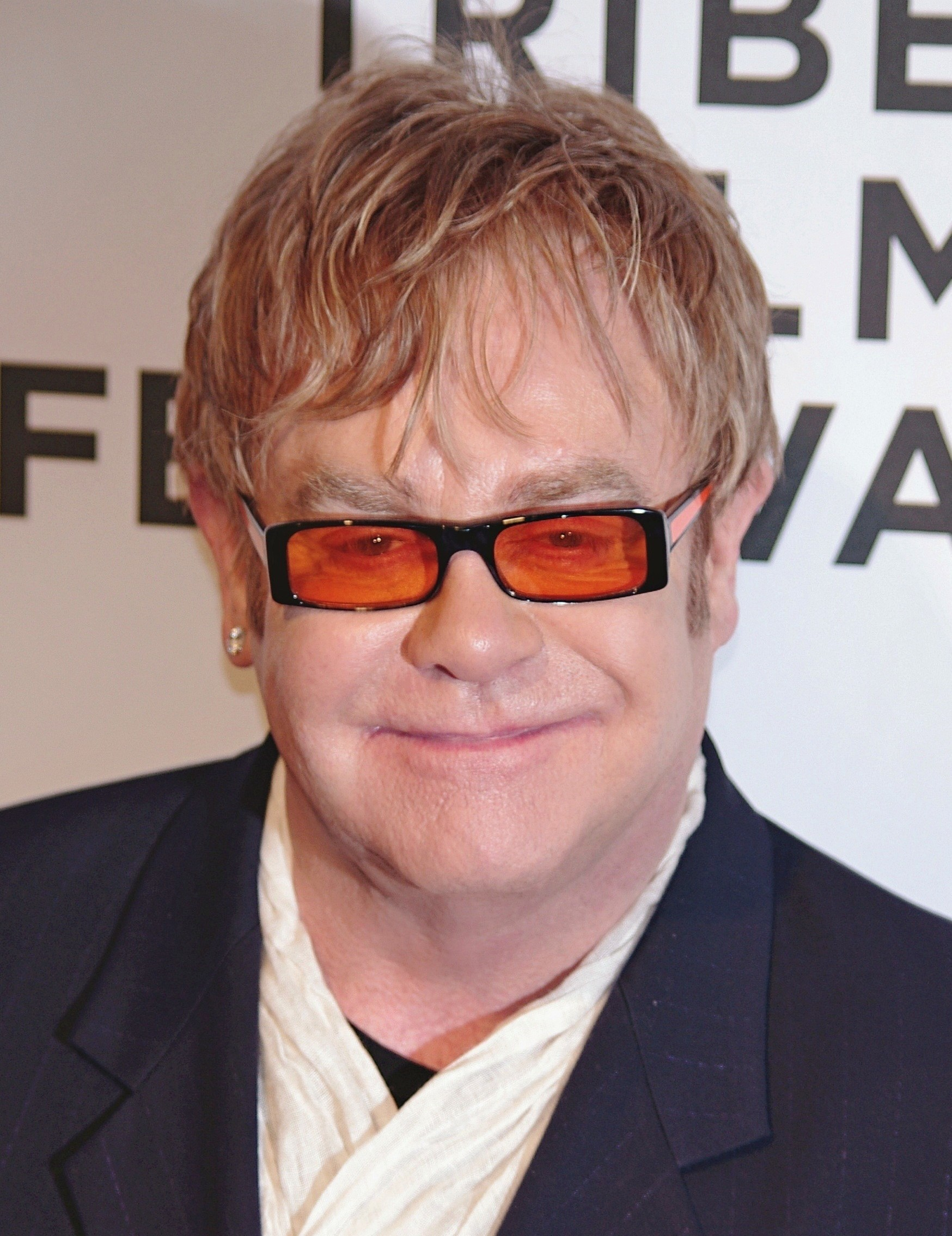
Com quatorze semanas consecutivas, "Something About the Way You Look Tonight" / "Candle in the Wind 1997" do britânico Elton John foi o tema que por mais tempo ocupou o topo da Billboard Hot 100 em 1997.

A seguir apresenta-se a lista dos singles número um na Billboard Hot 100 em 1997. A Billboard Hot 100 é uma tabela musical que classifica o desempenho de singles nos Estados Unidos. Publicada semanalmente pela revista Billboard, os seus dados são recolhidos pela Nielsen SoundScan, baseando-se em cada venda semanal física, e também popularidade da canção nas rádios. Em 1997, dez canções atingiram o primeiro lugar da tabela. No entanto, "Un-Break My Heart", da norte-americana Toni Braxton, iniciou a sua corrida no topo em 1996, e foi, portanto, excluído. Isto fez de 1997, juntamente com 2005 os anos com a segunda menor quantidade de canções a alcançarem o número um da tabela.
O ano abriu com "Wannabe" da banda britânica Spice Girls a 22 de Fevereiro e terminou com "Something About the Way You Look Tonight" / "Candle in the Wind 1997" do também britânico Elton John a 10 de Janeiro de 1998. Sete artistas conseguiram posicionar um single no número um da Hot 100 pela primeira vez, quer como artista principal quer como convidado. Eles são: Spice Girls, Puff Daddy, Mase, The Notorious B.I.G., Hanson, Faith Evans, e 112. "Something About the Way You Look Tonight" / "Candle in the Wind 1997" foi o tema que por mais tempo permaneceu no topo da tabela musical neste ano, ocupando a posição por quatorze semanas consecutivas, duas das quais foram no ano seguinte, estabelecendo um recorde por entre artistas masculinos a solo. Outras canções que permaneceram no topo por um tempo longo foram "Can't Nobody Hold Me Down" de Puff Daddy com participação de Mase, com seis semanas consecutivas; e "I'll Be Missing You" de Puff Daddy & Faith Evans com participação da banda 112, que permaneceu por onze semanas consecutivas, estabelecendo um recorde para o género hip hop, recorde este quebrado em 2002 por Eminem. Ao alcançar a primeira colocação da tabela, "Hypnotize", de The Notorious B.I.G, tornou-se no quinto tema a conseguir tal feito após a morte do seu intérprete. Com "Mo Money Mo Problems", B.I.G. marcou a primeira vez que um artista falecido conseguia posicionar uma segunda canção no número um.
Puff Daddy foi o único artista no ano a posicionar três singles no número um: "Can't Nobody Hold Me Down", "I'll Be Missing You" e "Mo Money Mo Problems", sendo que no último ele é creditado como artista convidado. Além de posicionar os três singles, conseguiu ainda o seu segundo consecutivo de estreia a atingir o número um. "I'll Be Missing You", de Puff Daddy e Faith Evans com participação de 112; "Honey", de Mariah Carey; e "Something About the Way You Look Tonight" / "Candle in the Wind 1997", foram as únicas canções que estrearam na primeira posição neste ano, fazendo de 1997 o segundo ano em que três canções estreiam no topo e se tornando na terceira vez que Carey estreia no primeiro lugar, após "Fantasy" (1995) e "One Sweet Day" (1995). Ademais, "Honey" foi o décimo segundo número um da cantora, quebrando o recorde de artista com a maior quantidade de números uns na Hot 100, ultrapassando Madonna e Whitney Houston, ambas com onze. Quando "Mo Money Mo Problems" substituiu "I'll Be Missing You" da primeira colocação em 30 de Agosto, Puff Daddy tornou-se no quarto artista a substituir-se no número um, após Elvis Presley, The Beatles, e Boyz II Men. "Hypnotize", "Honey", "Can't Nobody Hold Me Down" e "I'll Be Missing You" foram todas produzidas por Puff Daddy, que totalizando 23 semanas, foi o produtor com mais semanas no topo em um ano.
Embora tenha apenas estado na tabela por oito semanas, "Something About the Way You Look Tonight" / "Candle in the Wind 1997" foi o single mais bem-sucedido do ano, marcando uma de duas vezes que um single que estreou no primeiro posto foi também o melhor sucedido, e ainda o último da carreira de John a alcançar o número um.

## Histórico

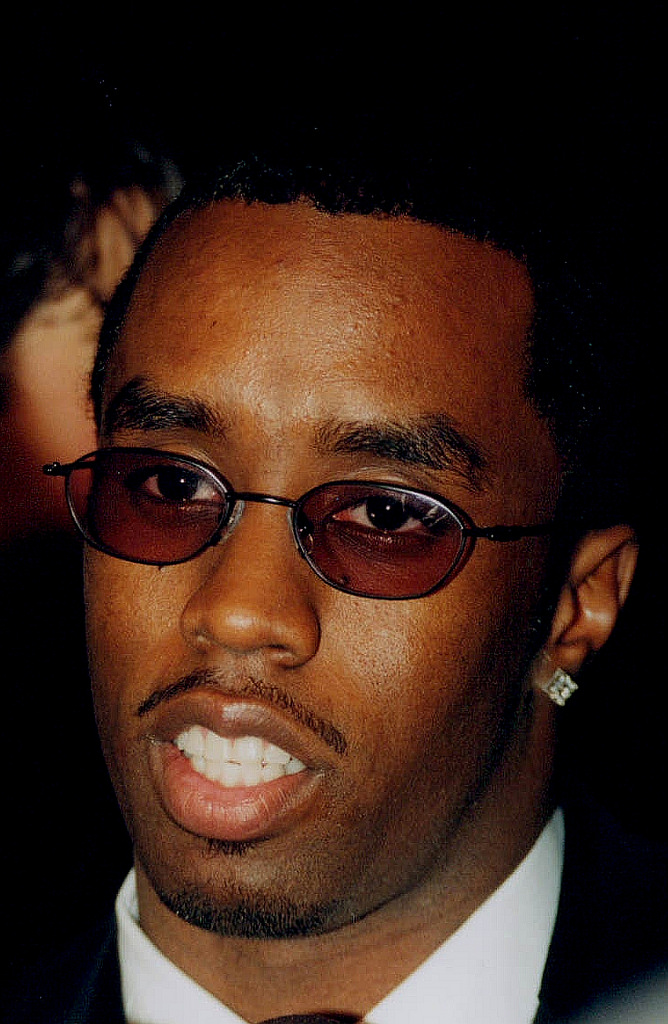
Puff Daddy posicionou três canções no número um da Hot 100, duas das quais se substituíram no posto. Ademais, estabeleceu o recorde de produtor musical com o maior número de semanas no topo em um ano, tendo produzido quatro canções.

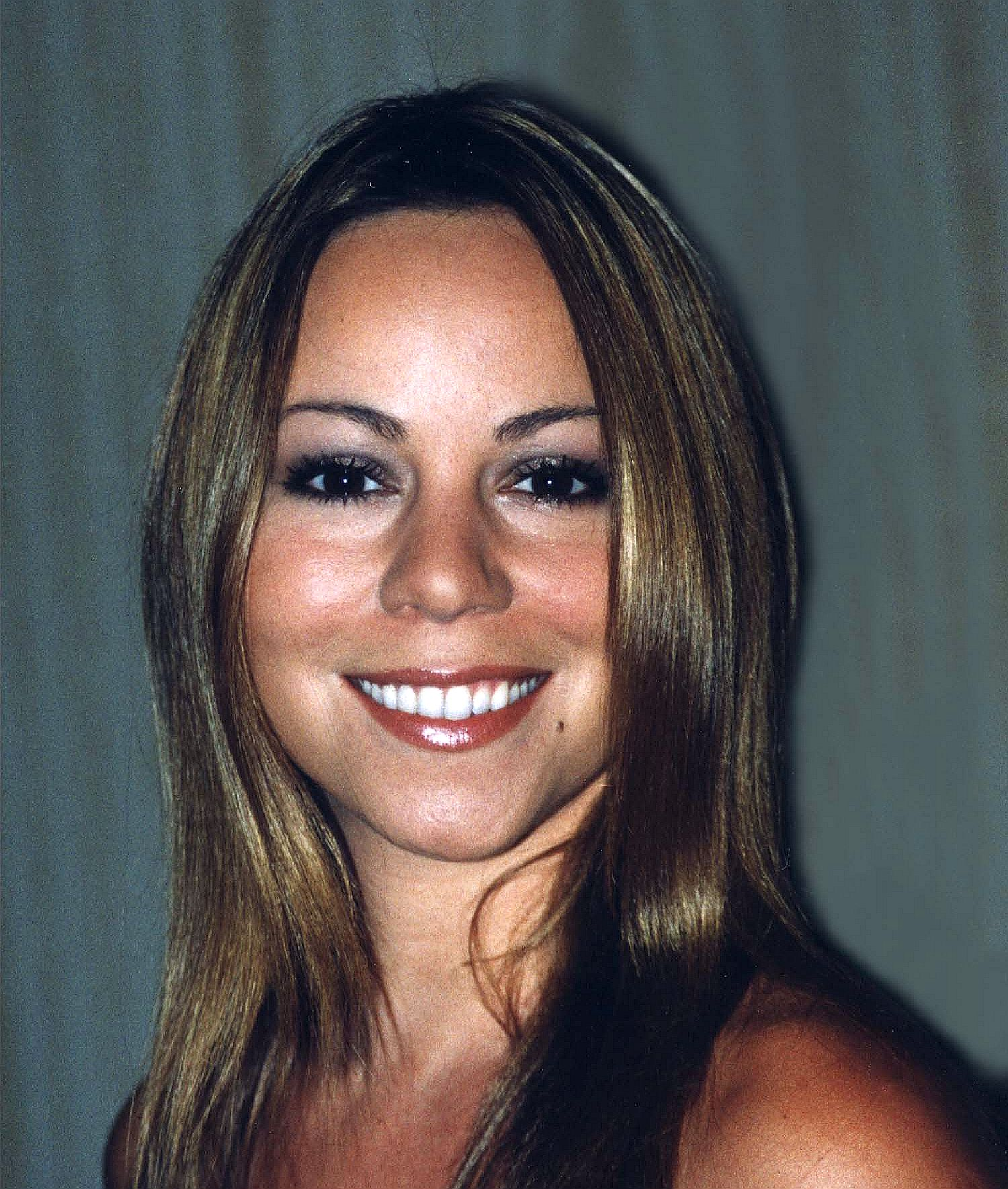
Mariah Carey tornou-se na artista com o maior número de singles a estrearem no topo da tabela.

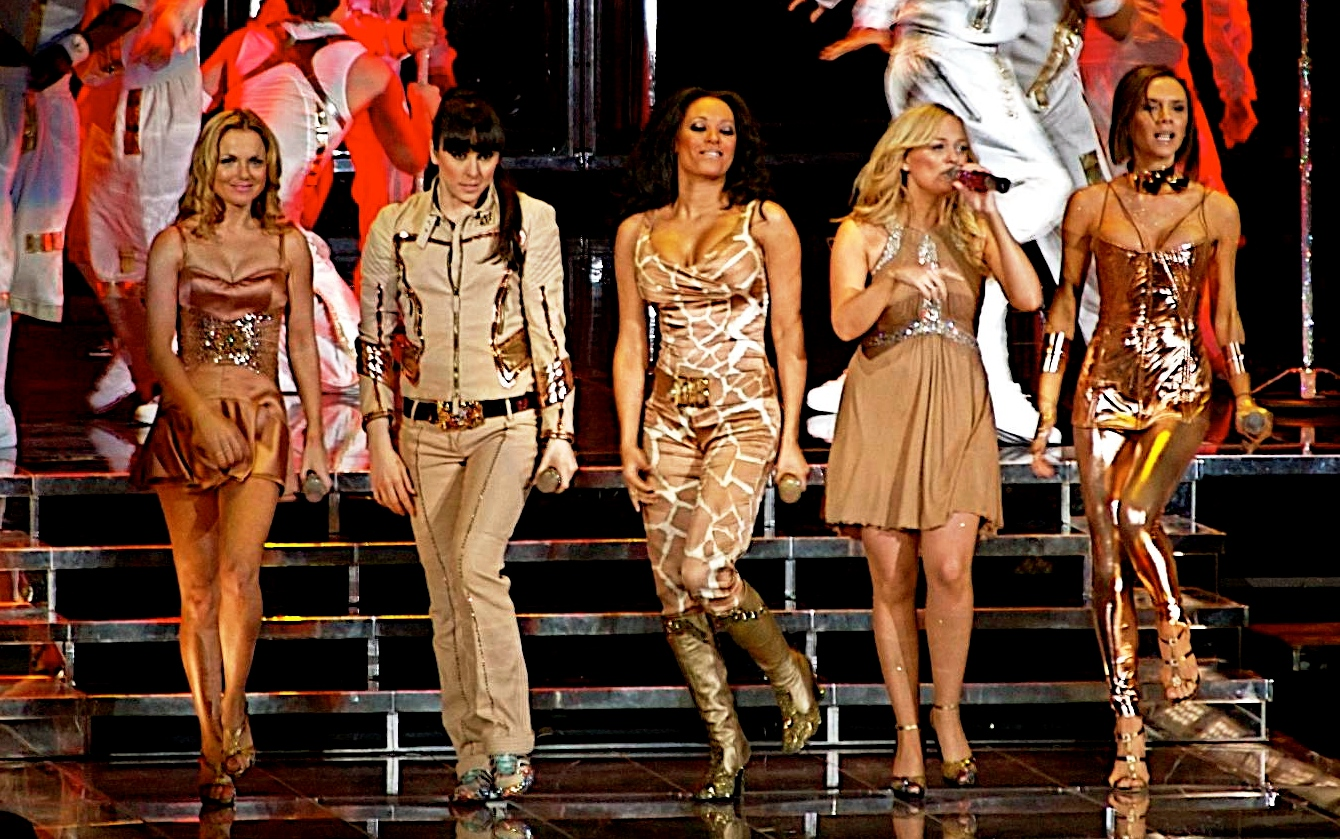
"Wannabe" foi o primeiro tema do grupo feminino britânico Spice Girls a alcançar o primeiro posto da Hot 100.

|  | Denota o single com o melhor desempenho do ano. |

| Data            | Canção                                                                | Artista(s)                                                 | Ref.   |
| --------------- | --------------------------------------------------------------------- | ---------------------------------------------------------- | ------ |
| 4 de Janeiro    | "Un-Break My Heart"                                                   | Toni Braxton                                               | [ 13 ] |
| 11 de Janeiro   | "Un-Break My Heart"                                                   | Toni Braxton                                               | [ 14 ] |
| 18 de Janeiro   | "Un-Break My Heart"                                                   | Toni Braxton                                               | [ 15 ] |
| 25 de Janeiro   | "Un-Break My Heart"                                                   | Toni Braxton                                               | [ 16 ] |
| 1 de Fevereiro  | "Un-Break My Heart"                                                   | Toni Braxton                                               | [ 17 ] |
| 8 de Fevereiro  | "Un-Break My Heart"                                                   | Toni Braxton                                               | [ 18 ] |
| 15 de Fevereiro | "Un-Break My Heart"                                                   | Toni Braxton                                               | [ 19 ] |
| 22 de Fevereiro | "Wannabe"                                                             | Spice Girls                                                | [ 20 ] |
| 1 de Março      | "Wannabe"                                                             | Spice Girls                                                | [ 21 ] |
| 8 de Março      | "Wannabe"                                                             | Spice Girls                                                | [ 22 ] |
| 15 de Março     | "Wannabe"                                                             | Spice Girls                                                | [ 23 ] |
| 22 de Março     | "Can't Nobody Hold Me Down"                                           | Puff Daddy com participação de Mase                        | [ 24 ] |
| 29 de Março     | "Can't Nobody Hold Me Down"                                           | Puff Daddy com participação de Mase                        | [ 25 ] |
| 5 de Abril      | "Can't Nobody Hold Me Down"                                           | Puff Daddy com participação de Mase                        | [ 26 ] |
| 12 de Abril     | "Can't Nobody Hold Me Down"                                           | Puff Daddy com participação de Mase                        | [ 27 ] |
| 19 de Abril     | "Can't Nobody Hold Me Down"                                           | Puff Daddy com participação de Mase                        | [ 28 ] |
| 26 de Abril     | "Can't Nobody Hold Me Down"                                           | Puff Daddy com participação de Mase                        | [ 29 ] |
| 3 de Maio       | "Hypnotyze"                                                           | The Notorious B.I.G.                                       | [ 30 ] |
| 10 de Maio      | "Hypnotyze"                                                           | The Notorious B.I.G.                                       | [ 31 ] |
| 17 de Maio      | "Hypnotyze"                                                           | The Notorious B.I.G.                                       | [ 32 ] |
| 24 de Maio      | "MMMBop"                                                              | Hanson                                                     | [ 33 ] |
| 31 de Maio      | "MMMBop"                                                              | Hanson                                                     | [ 34 ] |
| 7 de Junho      | "MMMBop"                                                              | Hanson                                                     | [ 35 ] |
| 14 de Junho     | "I'll Be Missing You"                                                 | Puff Daddy & Faith Evans com participação de 112           | [ 36 ] |
| 21 de Junho     | "I'll Be Missing You"                                                 | Puff Daddy & Faith Evans com participação de 112           | [ 37 ] |
| 28 de Junho     | "I'll Be Missing You"                                                 | Puff Daddy & Faith Evans com participação de 112           | [ 38 ] |
| 5 de Julho      | "I'll Be Missing You"                                                 | Puff Daddy & Faith Evans com participação de 112           | [ 39 ] |
| 12 de Julho     | "I'll Be Missing You"                                                 | Puff Daddy & Faith Evans com participação de 112           | [ 40 ] |
| 19 de Julho     | "I'll Be Missing You"                                                 | Puff Daddy & Faith Evans com participação de 112           | [ 41 ] |
| 26 de Julho     | "I'll Be Missing You"                                                 | Puff Daddy & Faith Evans com participação de 112           | [ 42 ] |
| 2 de Agosto     | "I'll Be Missing You"                                                 | Puff Daddy & Faith Evans com participação de 112           | [ 43 ] |
| 9 de Agosto     | "I'll Be Missing You"                                                 | Puff Daddy & Faith Evans com participação de 112           | [ 44 ] |
| 16 de Agosto    | "I'll Be Missing You"                                                 | Puff Daddy & Faith Evans com participação de 112           | [ 45 ] |
| 23 de Agosto    | "I'll Be Missing You"                                                 | Puff Daddy & Faith Evans com participação de 112           | [ 46 ] |
| 30 de Agosto    | "Mo Money Mo Problems"                                                | The Notorious B.I.G. com participação de Puff Daddy e Mase | [ 47 ] |
| 6 de Setembro   | "Mo Money Mo Problems"                                                | The Notorious B.I.G. com participação de Puff Daddy e Mase | [ 48 ] |
| 13 de Setembro  | "Honey"                                                               | Mariah Carey                                               | [ 49 ] |
| 20 de Setembro  | "Honey"                                                               | Mariah Carey                                               | [ 50 ] |
| 27 de Setembro  | "Honey"                                                               | Mariah Carey                                               | [ 51 ] |
| 4 de Outubro    | "4 Seasons Of Loneliness"                                             | Boyz II Men                                                | [ 52 ] |
| 11 de Outubro   | "Something About the Way You Look Tonight"/ "Candle in the Wind 1997" | Elton John                                                 | [ 53 ] |
| 18 de Outubro   | "Something About the Way You Look Tonight"/ "Candle in the Wind 1997" | Elton John                                                 | [ 54 ] |
| 25 de Outubro   | "Something About the Way You Look Tonight"/ "Candle in the Wind 1997" | Elton John                                                 | [ 55 ] |
| 1 de Novembro   | "Something About the Way You Look Tonight"/ "Candle in the Wind 1997" | Elton John                                                 | [ 56 ] |
| 8 de Novembro   | "Something About the Way You Look Tonight"/ "Candle in the Wind 1997" | Elton John                                                 | [ 57 ] |
| 15 de Novembro  | "Something About the Way You Look Tonight"/ "Candle in the Wind 1997" | Elton John                                                 | [ 58 ] |
| 22 de Novembro  | "Something About the Way You Look Tonight"/ "Candle in the Wind 1997" | Elton John                                                 | [ 59 ] |
| 29 de Novembro  | "Something About the Way You Look Tonight"/ "Candle in the Wind 1997" | Elton John                                                 | [ 60 ] |
| 6 de Dezembro   | "Something About the Way You Look Tonight"/ "Candle in the Wind 1997" | Elton John                                                 | [ 61 ] |
| 13 de Dezembro  | "Something About the Way You Look Tonight"/ "Candle in the Wind 1997" | Elton John                                                 | [ 62 ] |
| 20 de Dezembro  | "Something About the Way You Look Tonight"/ "Candle in the Wind 1997" | Elton John                                                 | [ 63 ] |
| 27 de Dezembro  | "Something About the Way You Look Tonight"/ "Candle in the Wind 1997" | Elton John                                                 | [ 64 ] |